# Björn Schwentker
Björn Schwentker (* 1973) ist ein deutscher Wissenschafts- und Datenjournalist, Blogger, freier Autor für Radio-, Print- und Online-Medien.

## Studium und Werdegang
Björn Schwentker studierte Volkswirtschaftslehre und Physik an der Universität Bonn, der University of Portsmouth und der Universität Münster, wo er das Studium mit dem Diplom in Physik abschloss. Er studierte Wissenschaftsjournalismus in einem Aufbaustudiengang an der FU Berlin.
Zu seinem beruflichen Werdegang gehören u. a. Tätigkeiten als freier Wissenschaftsjournalist, Redakteur und Leiter des Ressorts Wissen bei der Online-Redaktion von „Die Zeit“ und Lehrbeauftragter für Wissenschaftskommunikation an der Georg-August-Universität Göttingen.
Seit Oktober 2008 ist er Freiberufler: er ist als freier Journalist tätig, u. a. seit August 2009 freier Mitarbeiter des Max-Planck-Institut für demografische Forschung.
Beiträge Schwentkers erschienen bei Online- und Print-Medien, darunter viele Artikel, Kommentare und Interviews bei „Die Zeit“ und Zeit Online, und bei Deutschlandradio, Deutschlandfunk und Deutschlandradio Kultur, sowie Beiträge bei u. a. Der Spiegel und der FAZ. Zu seinen Arbeitsschwerpunkten gehören die Bereiche Politik und Wissenschaft, mit besonderem Schwerpunkt auf Demografie und Datenjournalismus.

## Beiträge zur Debatte um die Demografie
Im Oktober 2005 erregte sein Beitrag „Die Zeit“ Aufmerksamkeit, in dem er wissenschaftliche Hintergründe zu einer medienwirksam gewordenen Meldung darstelle, der zufolge in Deutschland 40 % der Akademikerinnen kinderlos blieben, welche auf einer Analyse von Mikrozensus-Daten basierte. Schwentker erklärte die Aussage für falsch und stellte sie als eine Folge mangelnder Daten dar. Im Juni 2006 verfasste er eine weit beachtete Serie von Artikeln in „Die Zeit“ zum Thema Demografie. Schwentkers wissenschaftsjournalistische Aufbereitung stellte eine zuvor in den Medien verbreitete und politisch aufgegriffene Negativprognose zur demographischen Entwicklung Deutschlands grundlegend in Frage. Die Erhebungsmethode des Mikrozensus wurde später geändert, um präzisere Aussagen zur tatsächlichen Kohortenkinderlosigkeit treffen zu können.
Auch in anderen Beiträgen identifizierte Schwentker anhand eigener Datenanalysen bestimmte Interpretationen demografischer Daten und darauf beruhende Schlüsse als falsch. So erklärte er 2011, es „übertreffen sich die Medien darin, unhinterfragt die Falschmeldung zu verbreiten, die Lebenserwartung von Geringverdienern sei seit 2001 gesunken“, und fügte Analysen weiterer Daten der Deutschen Rentenversicherung als Unterfütterung seiner Aussage an. Immer wieder unterstreicht er die Bedeutung eines professionellen Datenjournalismus für die politische Debatte. Speziell auf die Demografie bezogen wendet er sich gegen eine „Demografisierung“ im Sinne einer Instrumentalisierung des demografischen Wandels zur Durchsetzung von Interessen. Den demografischen Wandel und vor allem die längere Lebenserwartung begreift Schwentker dabei vor allem als eine Chance für die Gesellschaft.
Seit 2013 begleitet er für Spiegel online das Thema des Widerstands (vor allem der Gemeinden) gegen die Volkszählung 2011 (Zensus 2011).

## Auszeichnungen
Schwentker erhielt im Juni 2008 den ersten Peter Hans Hofschneider Recherchepreis für Wissenschafts- und Medizinjournalismus für seine Beiträge über Demografie und für eine Rechercheskizze zur zivilen Sicherheitsforschung. Die Jury berücksichtigte dabei, dass Schwentker in seinen Beiträgen gezeigt habe, „dass viele verbreitete Informationen zur demografischen Entwicklung fragwürdig oder gar falsch“ seien.